# Оскар (89-та церемонія вручення)
89-та церемонія вручення нагород премії «Оскар» за досягнення в галузі кінематографу за 2016 рік відбулась 26 лютого 2017 року в театрі «Долбі» в Лос-Анджелесі.
Академія кінематографічних мистецтв і наук вручила нагороди в 24 категоріях. Продюсерами церемонії були обрані Майкл Де Лука і Дженніфер Тодд. Трансляцію церемонії в США здійснював телеканал ABC. Ведучим був актор та комік Джиммі Кіммел.

## Перебіг церемонії

Головна нагорода кінопремії «Оскар»

3 листопада 2016 року було оголошено, що Майкл Де Лука і Дженніфер Тодд спродюсують 89-ту церемонію вручення премії «Оскар». Для обох продюсерів «Оскар» став першим шоу такого високого рівня. Президент Академії кінематографічних мистецтв і наук Шеріл Бун Айзекс заявила, що «Де Лука і Тодд — талановита команда, яка має великий досвід співпраці, а також величезну любов і повагу до кінематографу». Де Лука в інтерв'ю «The Hollywood Reporter» заявив, що церемонія триватиме стільки, скільки дозволятиме час. «Жартів буде якомога більше, гламуру буде якомога більше. Люди повинні відпочити. Зайти і вийти. Без курйозів. Тільки веселощі» — він додав. 5 грудня 2016 року актор та комік Джиммі Кіммел був оголошений ведучим церемонії. Шеріл Бун Айзекс заявила, що «Кіммел має якості усіх талановитих ведучих». За словами Кіммела, його гонорар склав 15 тисяч доларів. Гонорар Кріса Рока, який проводив церемонію вручення премії «Оскар» минулого року, склав 232 тисячі доларів.

## Список номінантів
| Категорія                                       | Номінанти | |
| ----------------------------------------------- | --- | --- |
| Найкращий фільм                                 | • Місячне сяйво / Moonlight                                                                                       | • Місячне сяйво / Moonlight                                                                                       |
| Найкращий фільм                                 | • З міркувань совісті / Hacksaw Ridge                                                                             | |
| Найкращий фільм                                 | • Будь-якою ціною / Hell or High Water                                                                            | |
| Найкращий фільм                                 | • Лев / Lion | |
| Найкращий фільм                                 | • Манчестер біля моря / Manchester by the Sea                                                                     | |
| Найкращий фільм                                 | • Ла-Ла Ленд / La La Land                                                                                         | |
| Найкращий фільм                                 | • Паркани / Fences                                                                                                | |
| Найкращий фільм                                 | • Прибуття / Arrival                                                                                              | |
| Найкращий фільм                                 | • Приховані фігури / Hidden Figures                                                                               | |
| Найкращий режисер                               | • Демієн Шазелл — «Ла-Ла Ленд»                                                                                    | • Демієн Шазелл — «Ла-Ла Ленд»                                                                                    |
| Найкращий режисер                               | • Мел Гібсон — «З міркувань совісті»                                                                              | |
| Найкращий режисер                               | • Баррі Дженкінс — «Місячне сяйво»                                                                                | |
| Найкращий режисер                               | • Кеннет Лонерган — «Манчестер біля моря»                                                                         | |
| Найкращий режисер                               | • Дені Вільньов — «Прибуття»                                                                                      | |
| Найкращий актор                                 | • Кейсі Аффлек — «Манчестер біля моря» (за роль Лі Чендлера)                                                      | • Кейсі Аффлек — «Манчестер біля моря» (за роль Лі Чендлера)                                                      |
| Найкращий актор                                 | • Дензел Вашингтон — «Паркани» (за роль Троя Макссона)                                                            | |
| Найкращий актор                                 | • Ендрю Гарфілд — «З міркувань совісті» (за роль Дезмонда Досса)                                                  | |
| Найкращий актор                                 | • Раян Гослінг — «Ла-Ла Ленд» (за роль Себастьяна Вайлдера)                                                       | |
| Найкращий актор                                 | • Вігго Мортенсен — «Капітан Фантастік» (за роль Бена Кеша)                                                       | |
| Найкраща акторка                                | • Емма Стоун — «Ла-Ла Ленд» (за роль Мії Долан)                                                                   | • Емма Стоун — «Ла-Ла Ленд» (за роль Мії Долан)                                                                   |
| Найкраща акторка                                | • Наталі Портман — «Джекі» (за роль Жаклін Кеннеді Онассіс)                                                       | |
| Найкраща акторка                                | • Рут Негга — «Лавінг» (за роль Мілдред Лавінг)                                                                   | |
| Найкраща акторка                                | • Меріл Стріп — «Флоренс Фостер Дженкінс» (за роль Флоренс Фостер Дженкінс)                                       | |
| Найкраща акторка                                | • Ізабель Юппер — «Вона» (за роль Мішель Леблан)                                                                  | |
| Найкращий актор другого плану                   | • Магершала Алі — «Місячне сяйво» (за роль Хуана)                                                                 | • Магершала Алі — «Місячне сяйво» (за роль Хуана)                                                                 |
| Найкращий актор другого плану                   | • Джефф Бріджес — «Будь-якою ціною» (за роль Маркуса Гамілтона)                                                   | |
| Найкращий актор другого плану                   | • Лукас Геджес — «Манчестер біля моря» (за роль Патріка Чендлера)                                                 | |
| Найкращий актор другого плану                   | • Дев Пател — «Лев» (за роль Сару Брірлі)                                                                         | |
| Найкращий актор другого плану                   | • Майкл Шеннон — «Нічні тварини» (за роль Боббі Андеса)                                                           | |
| Найкраща акторка другого плану                  | • Віола Девіс — «Паркани» (за роль Роуз Макссон)                                                                  | • Віола Девіс — «Паркани» (за роль Роуз Макссон)                                                                  |
| Найкраща акторка другого плану                  | • Наомі Гарріс — «Місячне сяйво» (за роль Паули)                                                                  | |
| Найкраща акторка другого плану                  | • Мішель Вільямс — «Манчестер біля моря» (за роль Ренді)                                                          | |
| Найкраща акторка другого плану                  | • Ніколь Кідман — «Лев» (за роль Сью Брірлі)                                                                      | |
| Найкраща акторка другого плану                  | • Октавія Спенсер — «Приховані фігури» (за роль Дороті Вон)                                                       | |
| Найкращий оригінальний сценарій                 | • Кеннет Лонерган — «Манчестер біля моря»                                                                         | • Кеннет Лонерган — «Манчестер біля моря»                                                                         |
| Найкращий оригінальний сценарій                 | • Йоргос Лантімос, Ефтиміс Філіппоу — «Лобстер»                                                                   | |
| Найкращий оригінальний сценарій                 | • Майк Міллс — «Жінки 20-го століття»                                                                             | |
| Найкращий оригінальний сценарій                 | • Демієн Шазелл — «Ла-Ла Ленд»                                                                                    | |
| Найкращий оригінальний сценарій                 | • Тейлор Шерідан — «Будь-якою ціною»                                                                              | |
| Найкращий адаптований сценарій                  | • Баррі Дженкінс та Тарелл Елвін Маккрейні — «Місячне сяйво»                                                      | • Баррі Дженкінс та Тарелл Елвін Маккрейні — «Місячне сяйво»                                                      |
| Найкращий адаптований сценарій                  | • Ерік Гейссерер — «Прибуття»                                                                                     | |
| Найкращий адаптований сценарій                  | • Люк Дейвіс — «Лев»                                                                                              | |
| Найкращий адаптований сценарій                  | • Огаст Вілсон — «Паркани»                                                                                        | |
| Найкращий адаптований сценарій                  | • Тед Мелфі, Еллісон Шредер — «Приховані фігури»                                                                  | |
| Найкращий анімаційний фільм                     | • Зоотрополіс / Zootopia                                                                                          | • Зоотрополіс / Zootopia                                                                                          |
| Найкращий анімаційний фільм                     | • Життя Кабачка / My Life as a Zucchini                                                                           | |
| Найкращий анімаційний фільм                     | • Ваяна / Moana                                                                                                   | |
| Найкращий анімаційний фільм                     | • Кубо і легенда самурая / Kubo and the Two Strings                                                               | |
| Найкращий анімаційний фільм                     | • Червона черепаха / The Red Turtle                                                                               | |
| Найкращий фільм іноземною мовою                 | • Комівояжер / فروشنده‎ (Forushande)                                                                               | • Комівояжер / فروشنده‎ (Forushande)                                                                               |
| Найкращий фільм іноземною мовою                 | • Людина на ім'я Уве / En man som heter Ove                                                                       | |
| Найкращий фільм іноземною мовою                 | • Під піском / Under sandet                                                                                       | |
| Найкращий фільм іноземною мовою                 | • Танна / Tanna                                                                                                   | |
| Найкращий фільм іноземною мовою                 | • Тоні Ердманн / Toni Erdmann                                                                                     | |
| Найкращий документальний фільм                  | • О. Джей: Зроблено в Америці / O.J.: Made in America                                                             | • О. Джей: Зроблено в Америці / O.J.: Made in America                                                             |
| Найкращий документальний фільм                  | • Анімоване життя / Life, Animated                                                                                | |
| Найкращий документальний фільм                  | • Море у вогні / Fuocoammare                                                                                      | |
| Найкращий документальний фільм                  | • 13-та / 13th | |
| Найкращий документальний фільм                  | • Я не твій негр / I Am Not Your Negro                                                                            | |
| Найкращий документальний короткометражний фільм | • Білі каски / The White Helmets                                                                                  | • Білі каски / The White Helmets                                                                                  |
| Найкращий документальний короткометражний фільм | • 4,1 милі / 4.1 Miles                                                                                            | |
| Найкращий документальний короткометражний фільм | • Ватані: Моя батьківщина / Watani: My Homeland                                                                   | |
| Найкращий документальний короткометражний фільм | • При смерті / Extremis                                                                                           | |
| Найкращий документальний короткометражний фільм | • Скрипка Джо / Joe's Violin                                                                                      | |
| Найкращий ігровий короткометражний фільм        | • Співай / Mindenki                                                                                               | • Співай / Mindenki                                                                                               |
| Найкращий ігровий короткометражний фільм        | • Жінка і TGV / La Femme et le TGV                                                                                | |
| Найкращий ігровий короткометражний фільм        | • Внутрішні вороги / Ennemis Intérieurs                                                                           | |
| Найкращий ігровий короткометражний фільм        | • Таймкод / Timecode                                                                                              | |
| Найкращий ігровий короткометражний фільм        | • Тихі ночі / Silent Nights                                                                                       | |
| Найкращий анімаційний короткометражний фільм    | • Пісочник / Piper                                                                                                | • Пісочник / Piper                                                                                                |
| Найкращий анімаційний короткометражний фільм    | • Перлина / Pearl                                                                                                 | |
| Найкращий анімаційний короткометражний фільм    | • Грушевий сидр і сигарети / Pear Cider and Cigarettes                                                            | |
| Найкращий анімаційний короткометражний фільм    | • Сліпа Вайша / Blind Vaysha                                                                                      | |
| Найкращий анімаційний короткометражний фільм    | • Час у борг / Borrowed Time                                                                                      | |
| Найкраща музика                                 | • Джастін Гурвіц — «Ла-Ла Ленд»                                                                                   | • Джастін Гурвіц — «Ла-Ла Ленд»                                                                                   |
| Найкраща музика                                 | • Ніколас Брітелл — «Місячне сяйво»                                                                               | |
| Найкраща музика                                 | • Міка Лівай — «Джекі»                                                                                            | |
| Найкраща музика                                 | • Томас Ньюман — «Пробудження»                                                                                    | |
| Найкраща музика                                 | • Дастін О'Галлоран, Гаушка — «Лев»                                                                               | |
| Найкраща пісня                                  | • «City of Stars» — Джастін Гурвіц, Бендж Пасек, Джастін Пол (фільм «Ла-Ла Ленд»)Джастін Пол (фільм «Ла-Ла Ленд») | • «City of Stars» — Джастін Гурвіц, Бендж Пасек, Джастін Пол (фільм «Ла-Ла Ленд»)Джастін Пол (фільм «Ла-Ла Ленд») |
| Найкраща пісня                                  | • «Can't Stop the Feeling!» — Джастін Тімберлейк, Макс Мартін, Shellback (фільм «Тролі»)                          | |
| Найкраща пісня                                  | • «Audition (The Fools Who Dream)» — Джастін Гурвіц, Бендж Пасек,                                                 | |
| Найкраща пісня                                  | • «The Empty Chair» — Джей Ральф, Стінг (фільм «Джим: Історія Джеймса Фоулі»)                                     | |
| Найкраща пісня                                  | • «How Far I'll Go» — Лін-Мануель Міранда (фільм «Ваяна»)                                                         | |
| Найкращий звуковий монтаж                       | • Сільвен Бельмар — «Прибуття»                                                                                    | • Сільвен Бельмар — «Прибуття»                                                                                    |
| Найкращий звуковий монтаж                       | • Буб Есмен, Алан Роберт Мюррей — «Саллі»                                                                         | |
| Найкращий звуковий монтаж                       | • Ай Лінг Лі, Мілдред Морган — «Ла-Ла Ленд»                                                                       | |
| Найкращий звуковий монтаж                       | • Роберт Мак-Кензі, Ендрю Райт — «З міркувань совісті»                                                            | |
| Найкращий звуковий монтаж                       | • Вайлі Стейтмен, Рені Тонделлі — «Глибоководний горизонт»                                                        | |
| Найкращий звук                                  | • Пітер Грейс, Енді Райт, Кевін О'Коннелл, Роберт Мак-Кензі — «З міркувань совісті»                               | • Пітер Грейс, Енді Райт, Кевін О'Коннелл, Роберт Мак-Кензі — «З міркувань совісті»                               |
| Найкращий звук                                  | • Стюарт Вілсон, Девід Паркер, Крістофер Скарабосіо — «Бунтар Один. Зоряні Війни. Історія»                        | |
| Найкращий звук                                  | • Ай Лінг Лі, Енді Нельсон, Стів Морроу — «Ла-Ла Ленд»                                                            | |
| Найкращий звук                                  | • Бернард Гаріпі Штробль, Клод Ла Гей — «Прибуття»                                                                | |
| Найкращий звук                                  | • Грег П. Рассел, Гері Саммерс, Джеффрі Дж. Гебуш, Мак Рут — «13 годин: Таємні воїни Бенгазі»                     | |
| Найкращий художник-постановник                  | • Девід Воско, Сенді Рейнольдс-Воско — «Ла-Ла Ленд»                                                               | • Девід Воско, Сенді Рейнольдс-Воско — «Ла-Ла Ленд»                                                               |
| Найкращий художник-постановник                  | • Патріс Верметт, Пол Готте — «Прибуття»                                                                          | |
| Найкращий художник-постановник                  | • Ненсі Гей, Джесс Гончор — «Аве, Цезар!»                                                                         | |
| Найкращий художник-постановник                  | • Гай Діас, Джин Сердена — «Пробудження»                                                                          | |
| Найкращий художник-постановник                  | • Стюарт Крейг, Анна Піннок — «Фантастичні звірі і де їх шукати»                                                  | |
| Найкращий оператор                              | • Лінус Сандгрен — «Ла-Ла Ленд»                                                                                   | • Лінус Сандгрен — «Ла-Ла Ленд»                                                                                   |
| Найкращий оператор                              | • Родріго Прієто — «Мовчання»                                                                                     | |
| Найкращий оператор                              | • Джеймс Лекстон — «Місячне сяйво»                                                                                | |
| Найкращий оператор                              | • Ґреґ Фрейзер — «Лев»                                                                                            | |
| Найкращий оператор                              | • Бредфорд Янг — «Прибуття»                                                                                       | |
| Найкращий грим та зачіски                       | • Загін самогубців / Suicide Squad                                                                                | • Загін самогубців / Suicide Squad                                                                                |
| Найкращий грим та зачіски                       | • Людина на ім'я Уве / En man som heter Ove                                                                       | |
| Найкращий грим та зачіски                       | • Стартрек: За межами Всесвіту / Star Trek Beyond                                                                 | |
| Найкращий дизайн костюмів                       | • Коллін Етвуд — «Фантастичні звірі і де їх шукати»                                                               | • Коллін Етвуд — «Фантастичні звірі і де їх шукати»                                                               |
| Найкращий дизайн костюмів                       | • Джоанна Джонстон — «Шпигуни-союзники»                                                                           | |
| Найкращий дизайн костюмів                       | • Консолата Бойл — «Флоренс Фостер Дженкінс»                                                                      | |
| Найкращий дизайн костюмів                       | • Мері Зофрес — «Ла-Ла Ленд»                                                                                      | |
| Найкращий дизайн костюмів                       | • Медлін Фонтейн — «Джекі»                                                                                        | |
| Найкращий монтаж                                | • Джон Гілберт — «З міркувань совісті»                                                                            | • Джон Гілберт — «З міркувань совісті»                                                                            |
| Найкращий монтаж                                | • Джейк Робертс — «Будь-якою ціною»                                                                               | |
| Найкращий монтаж                                | • Том Кросс — «Ла-Ла Ленд»                                                                                        | |
| Найкращий монтаж                                | • Джої Мак-Міллон, Нат Сандерс — «Місячне сяйво»                                                                  | |
| Найкращий монтаж                                | • Джо Вокер — «Прибуття»                                                                                          | |
| Найкращі візуальні ефекти                       | • Книга джунглів / The Jungle Book                                                                                | • Книга джунглів / The Jungle Book                                                                                |
| Найкращі візуальні ефекти                       | • Глибоководний горизонт / Deepwater Horizon                                                                      | |
| Найкращі візуальні ефекти                       | • Доктор Стрендж / Doctor Strange                                                                                 | |
| Найкращі візуальні ефекти                       | • Бунтар Один. Зоряні Війни. Історія / Rogue One: A Star Wars Story                                               | |
| Найкращі візуальні ефекти                       | • Кубо і легенда самурая / Kubo and the Two Strings                                                               | |

## Спеціальні нагороди
Вручення спеціальних нагород відбулось 12 листопада 2016 року на 8-й церемонії Governors Awards. Лауреати були визначені в результаті голосування Ради керівників кіноакадемії 30 серпня 2016 року.
Почесний «Оскар»
- Фредерік Вайзман[en] — режисер-документаліст
- Енн Коутс[en] — монтажер
- Лінн Сталмастер[en] — кастинг-директор
- Джекі Чан — актор